# Let's Get Loud (píseň, Suntribe)
„Let's Get Loud“ je píseň, se kterou vystoupila skupina Suntribe na Eurovision Song Contest 2005. Byla zazpívána v angličtině.
Autorem hudby a textu je estonský skladatel Sven Lõhmus, který již napsal tři písně, se kterými se Estonsko prezentovalo na Eurovision Song Contest. Poprvé to byla píseň „Let's Get Loud“ (2005), podruhé skladba „Rändajad“ (2009) a na potřetí píseň „Rockefeller Street“ (2011).
Píseň vystoupila jako dvanáctá v semifinálovém pořadí (po Belgii, kterou reprezentoval Nuno Resende s písní „Le grand soir“, a před Norskem, které zastupoval Wig Wam s písní „In My Dreams“). V součtu Estonsko obdrželo 31 bodů a umístilo se na 20. pozici mezi 25 vystupujícími zeměmi.
Následující rok reprezentovala Estonsko na Eurovision Song Contest 2006 Sandra Oxenryd s písní „Through My Window“.